# Shilbottle
Shilbottle – wieś w Anglii, w hrabstwie Northumberland. Leży 45 km na północ od miasta Newcastle upon Tyne i 442 km na północ od Londynu. W 2001 miejscowość liczyła 1349 mieszkańców.